# 龐畢度中心梅斯分館
龐畢度中心梅斯分館（法語：Centre Pompidou-Metz）是一座位於法國梅斯的現代和當代藝術博物館。他是巴黎龐畢度中心的一個分館。

## 历史
自成立以來，該館已成為巴黎以外遊客最多的文化場館。

## 展覽和表演
龐畢度中心梅斯分館每年會有3至4個的短期特展。

## 外部連結
- Centre Pompidou - Metz website （页面存档备份，存于）
- Architect Shiregu Ban's website
- Metz municipal council website
- Metz-Metropole website
- Website of tourism office of Metz  （页面存档备份，存于）
- Website of tourism office of Lorraine